# Quiscale rouilleux
Euphagus carolinus
Espèce
Statut de conservation UICN

 VU A2cde+3cde+4cde : Vulnérable
Répartition géographique
Le Quiscale rouilleux (Euphagus carolinus) est une espèce de passereaux d'Amérique du Nord.

## Sous-espèces
Cet oiseau est représenté par 2 sous-espèces :
- Euphagus carolinus carolinus (Statius Müller, PL, 1776) ;
- Euphagus carolinus nigrans Burleigh & Peters, HS, 1948.

## Liens externes

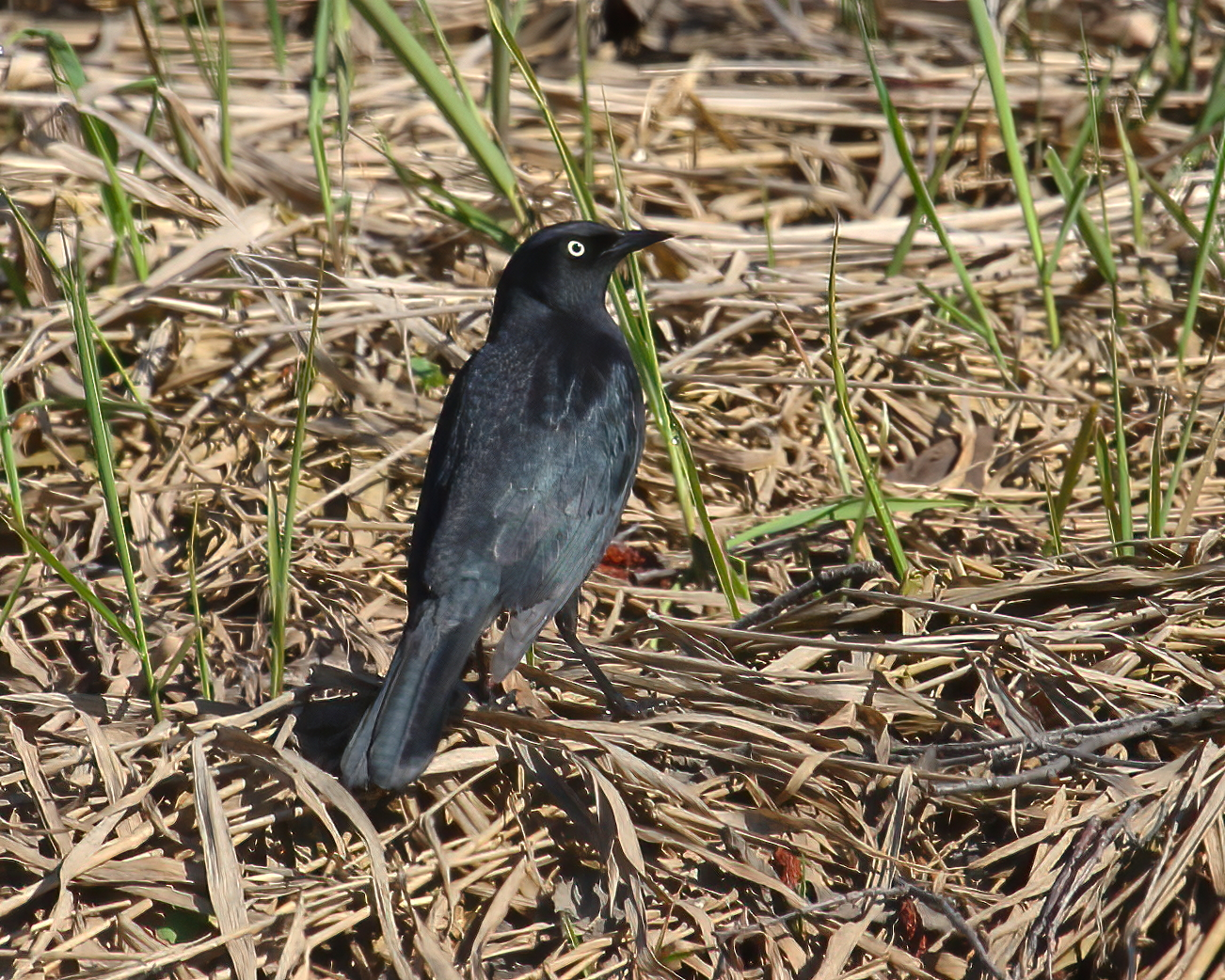
mâle en plumage nuptial